# Érseki szeminárium

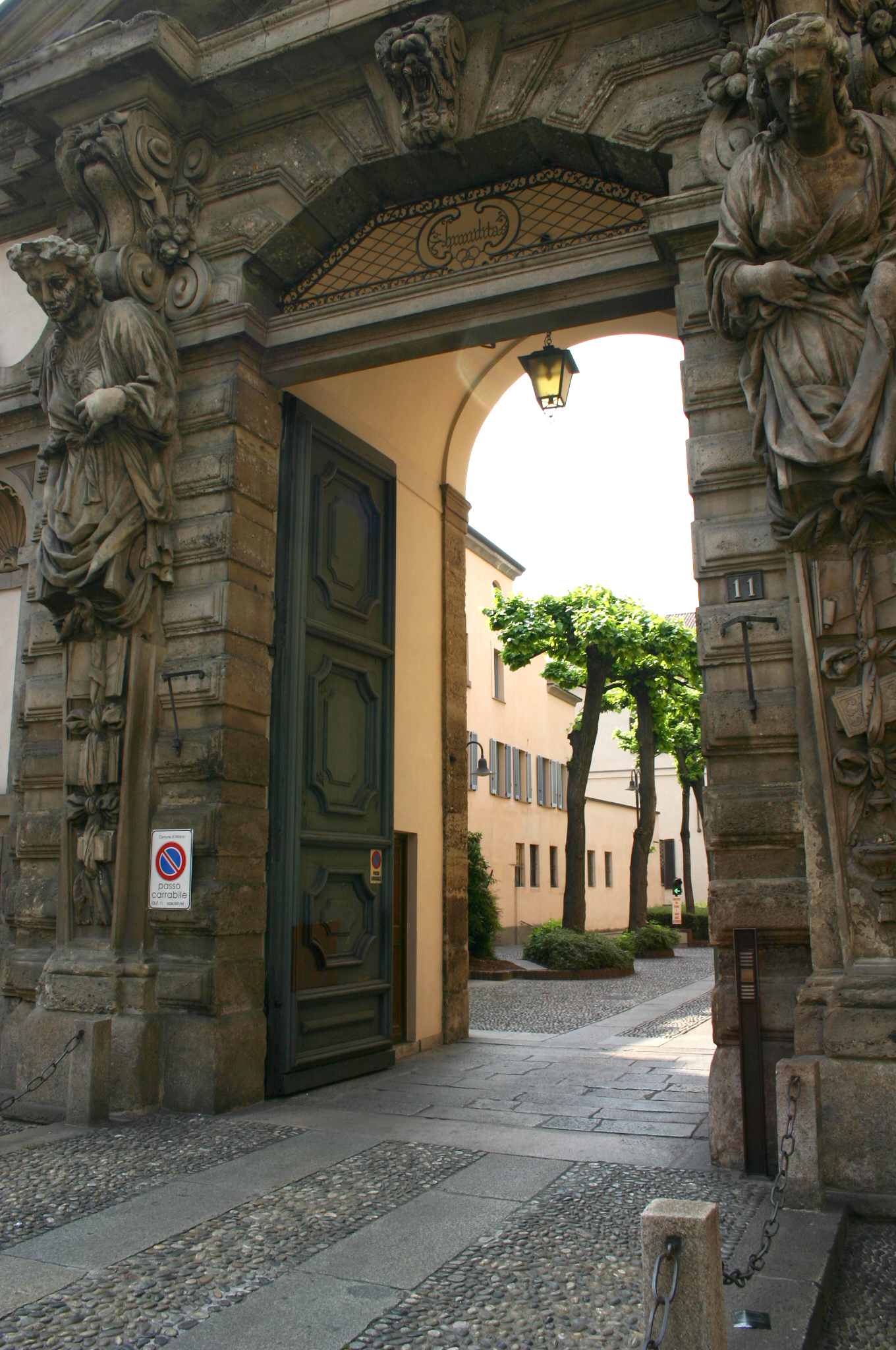
A szeminárium bejárata

Az érseki szeminárium (Seminario Arcivescovile - Corso Venezia 11.) az egykori papnevelde épülete Milánóban. Ma a katolikus egyház által fenntartott Teológiai Fakultás székhelye.

## Története
Az egykor itt működő papi szemináriumot Borromeo Szent Károly alapította 1563-ban. Pellegrini és Seregni építették, klasszicizáló kora barokk stílusban. Díszes barokk kapujának alkotója Francesco Maria Richini, a két hatalmas kariatida – amelyek a kegyelet és a tudomány megszemélyesítői – Casella műve. Ezek a 17. századból származnak.